# James Boyd White
James Boyd White (* 1938) ist ein US-amerikanischer Rechtsprofessor, Literaturkritiker, Hochschullehrer und Philosoph, dem allgemein die Gründung der „Recht und Literatur“-Bewegung zugeschrieben wird. Er ist Befürworter der Analyse konstitutiver Rhetorik bei der Analyse von Rechtstexten.

## Leben
White besuchte das Amherst College, wo er 1960 einen Bachelor of Arts in Klassischer Altertumswissenschaft erwarb. 1961 machte er dann seinen Master of Arts in englischer Literatur, 1964 an der Harvard Law School einen Bachelor of Laws.
Er arbeitete bei der Firma Foley Hoag in Boston, bevor er zu lehren begann. Er unterrichtete von 1967 bis 1974 an der University of Colorado School of Law, von 1974 bis 1983 an der University of Chicago Law School und seit 1983 an der University of Michigan Law School. In Michigan ist White Professor für Recht, Professor für Englisch und außerordentlicher Professor für Klassische Altertumswissenschaft. Er ist seit 1992 Mitglied der American Academy of Arts and Sciences.

## Werke
Das bekannteste Buch Whites, The Legal Imagination, wurde 1973 veröffentlicht. Es wurde als Lehrbuch für Studenten konzipiert, die Rechtssprache studieren. In The Legal Imagination werden literarische und andere Texte mit Rechtstexten verglichen, indem die Identität von Charakteren und die Bedeutung von Konzepten ausgemacht werden. Es wird angenommen, dass dieses Buch die Recht-und-Literatur-Bewegung in Gang gesetzt hat und immer noch einen großen Einfluss auf diese hat.
Zu den weiteren Büchern von White gehören:
- When Words Lose Their Meaning (1984)(zu dt. Wenn Worte Ihre Bedeutung Verlieren)
- Heracles' Bow (1988)(zu dt. Herakules' Bogen)
- Justice As Translation (1990)(zu dt. Gerechtigkeit als Übersetzung)
- Acts of Hope (1994)(zu dt. Akte der Hoffnung)
- "This Book of Starres": Learning to Read George Herbert  (1994)
- From Expectation to Experience : Essays on Law and Legal Education (2000)(zu dt. Von Erwartung zu Erfahrung: Aufsatz über Gesetz und gesetzlich)
- The Edge of Meaning (2003)(zu dt. Der Rand der Bedeutung)
- Living Speech: Resisting the Empire of Force (2006)(zu dt. Lebendige Sprache: Dem Reich der Kraft widerstehen)